# Доисторический Тайвань
Доисторический период истории Тайваня охватывает период верхнего палеолита и неолита.

## Палеолит

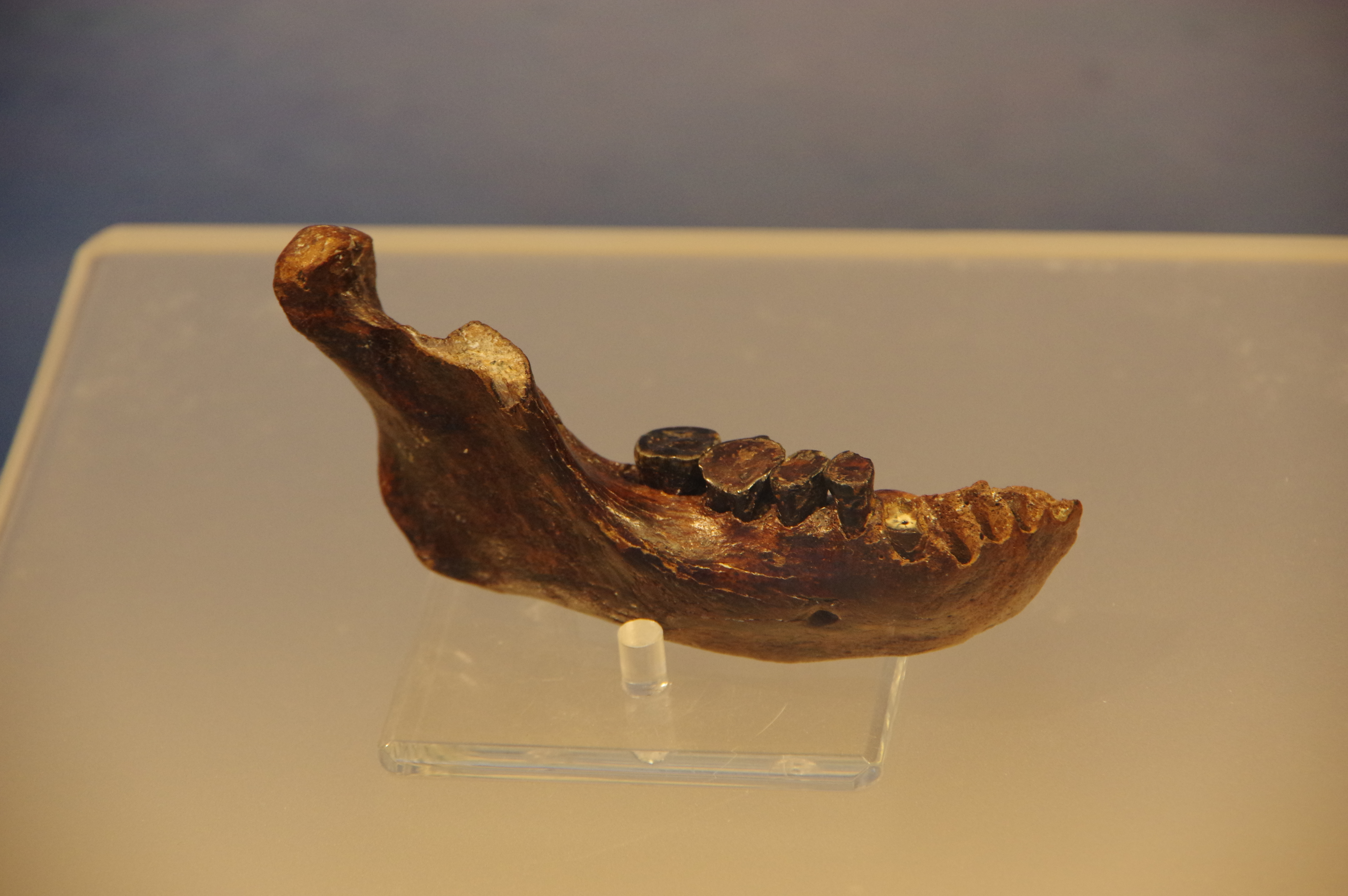
Челюсть Penghu 1

Возрастом 450–190 тыс. лет датируется выловленная рыбаками в Тайваньском проливе около Пескадорских островов (Пэнху) челюсть древнего человека Penghu 1, которая, как предполагалось, относится к виду Homo erectus или Homo heidelbergensis (по многомерным анализам). У гоминина очень широкая и тяжёлая челюсть, с рекордно толстым телом, низкой и широкой восходящей ветвью, подбородочный выступ отсутствует. У Penghu 1, также как и у ланьтяньского человека, и у денисовского человека из пещеры Байшия (Сяхэ) отмечено врождённое отсутствие третьего моляра. Протеомный анализ показал, что Пэнху 1 это денисовский человек наиболее близкий к образцу Denisova 3 из Денисовой пещеры.
Первые Homo sapiens поселились на Тайване около 50 тыс. лет назад.
Наиболее ранней археологической культурой на Тайване была культура Чанбинь (кит. 長濱文化), названная по месту находок на востоке Тайваня. Палеолитические человеческие скелеты также были обнаружены в округе Тайнань района Цзуочжэнь (ныне в составе г. Тайнань), в связи с чем эти останки получили название «цзуочжэньские люди». В Тайбэйском бассейне были обнаружены несколько доисторических стоянок: Юаньшань (圓山) и ряд других.
В настоящее время трудно сказать с определённостью, к какой этнической группе относились создатели указанных артефактов. Вероятно, это были представители австралоидной расы, населявшие в период 45—10 тыс. лет назад всю Юго-Восточную Азию.
Около сотни радиоуглеродных дат, собранных в пещерном комплексе Баксиан (Baxian), имеют возраст от 30 000 до 15 000 калиброванных лет до настоящего времени.

## Миграция австронезийцев и переход к неолиту
Тайвань — прародина австронезийских языков; здесь сохранилась наиболее архаичная группа языков этой семьи, тайваньские языки.
Как показывают археологические данные, носители австронезийских языков около 8000 г. до н. э. переселились с восточного побережья Китая на Тайвань, где от них произошли аборигены Тайваня. Затем, как показывают данные исторической лингвистики, с острова Тайвань носители этих языков распространились морскими путями по всей Океании, возможно, несколькими волнами (Diamond 2000).
Черепно-морфометрическое исследование останков человеческих скелетов, обнаруженных в пещерах Сяома на востоке Тайваня, подтверждает существование на острове 6000 лет назад в докерамическую фазу охотников-собирателей небольшого роста, сходных с коренными жителями Юго-Восточной Азии, особенно — с негритосами в Северном Лусоне.
Считается, что миграция австронезийцев началась около 6000 лет назад (Blust 1999). До настоящего времени для исторической лингвистики сохраняется вопрос о том, что происходило в течение 2 тысячелетий между прибытием носителей австронезийских языков на остров и их дальнейшим распространением. Неолит на Тайване представлен культурой дабэнькэн (5000-2700 гг. до н.э.), истоки которой прослеживаются на территории континентального Китая. Первыми агрокультурами Тайваня были ямс и таро. Во II тыс. до н.э. аборигены Тайваня начинают культивировать свиней и собак (чжишаньянь).
В районе города Тайчжун был найден скелет молодой женщины, держащей на руках ребенка. Возраст окаменелостей по предварительным данным в составляет примерно 4,8 тыс. лет (неолит). Это древнейшее свидетельство жизни человека на острове Тайвань.

## Железный век и окончание доисторического периода
Остров впервые упоминается в китайских источниках ещё в III веке до н. э., однако в течение почти 500 лет сведения о нём были скудны, и китайцы не стремились его колонизировать. Военная экспедиция китайцев в III веке н. э. знаменует окончание доисторического периода. За ней последовали ещё несколько экспедиций.
Ранний железный век Тайваня представлен культурой цзинпу (1-е тыс. до н. э.). Местная традиция керамики утрачивается, появляются изделия из фарфора и металлов (медные колокольчики). В 1-м тыс. н. э. появляются железные ножи наконечники копий (культура няосун). Керамика красно-коричневая без орнамента. Аборигены Тайваня переселяются в труднодоступные горные районы, одновременно утрачивая многие технологии и достижения, в том числе развитое мореплавание, характерное для всех остальных австронезийцев.
У тайваньцев железного века определены митохондриальные гаплогруппы E1, E2 и B4, что согласуется с выводом о том, что они были относительно неизмененными потомками населения, которое также было предковым для людей Унаи и Лапита.